# Observador (geometria)

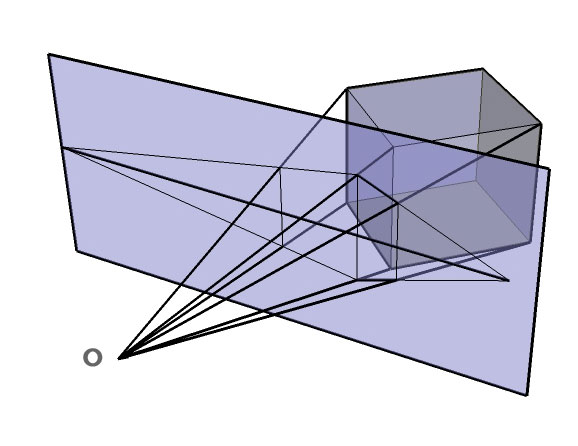
A figura ilustra o observador O, o plano de projeção e o objeto.

O observador é um dos elementos primordiais do sistema projetivo. Ente primitivo da projeção central, quando próprio, é a base de um expediente geométrico que produz a ilusão da realidade, mostrando os objetos no espaço em suas posições e tamanhos corretos. 
Segundo Robert Hughes, a perspectiva cônica capta os fatos visuais e os estabiliza, transformando o observador em aquele para o qual o mundo todo converge.  O observador é o vértice desse cone imaginário.
O observador pontual fixo (ponto próprio) deu origem à perspectiva cônica ou esférica, por outro lado, o observador situado no infinito (ponto impróprio), originou as perspectivas paralelas, como a Perspectiva isométrica, a Perspectiva cavaleira, entre outras.